# Цукерман, Шмуэль
Шмуэль Цукерман (идиш שמואל צוקערמאן‎, ивр.  שמואל צוקרמן‎, 1856, Мендзыжец-Подляский, Бяльский повет — 18 марта 1929, Иерусалим) — еврейский печатник и издатель в Иерусалиме в XIX и XX веках. Был основателем типографии «Цукерман», издателем ежемесячного издания «Тора Сиона» и одним из руководителей комитета, основавшего «Бейт Исраэль» в 1880-х годах.

## Юные годы и ученичество
Цукерман родился в 1856 году в Межирич-Подляском, тогда входившем в состав Царства Польского, в семье раввина Яакова Цукермана (известного как раввин Йокель Леадер Ханделер) и Сары, дочери Ицхака Хакоэна. В 1863 году, когда ему было семь лет, его родители иммигрировали в Эрец-Исраэль и взяли его и его старшего брата Габриэля с собой. Когда они прибыли в Иерусалим, Шмуэль начал учиться в ешиве и был одним из старших учеников Шломо Залмана Лави, основателя Меа-Шеарим.
В ночь бар-мицвы его привели под хупу с девушкой из Иерусалима, как это было принято в то время, но брак не удался. Через два года он развёлся и вернулся учиться в ешиву. В 16 лет он повторно женился на Хадассе Шарлин, дочери раввина Нисима Шарлина из Шклова. Всего у них было десять сыновей и одна дочь. Хадасса умерла в 1938 году. После второго брака Цукерман начал работать в типографии Израиля Бака, как и его брат Габриэль. Вскоре после этого он стал директором типографии и занимал эту должность также после смерти Израиля, а также после того, как пост Израиля Бака занял его сын Нисан Бак. После начала русско-турецкой войны в 1877 году он иммигрировал в Лондон и работал в типографии Авраама.

## Возвращение в Палестину и карьера
В 1880 году Цукерман вернулся в Иерусалим, а в 1883 году основал новую типографию с пятью сефардскими раввинами, включая раввина Нахмана Батито. Вскоре после этого партнёры вышли на пенсию, а Цукерман сохранил типографию. В это время его дочь заболела дифтерией, и он потратил большие средства, чтобы сохранить её здоровье, но она скончалась в 1885 году.
Цукерман основал филиал типографии в Нью-Йорке, но через семь месяцев филиал закрылся, и он вернулся в Иерусалим. По возвращении он привёз с собой небольшую машинку для цветной печати и принадлежности, содержащие множество печатных блоков с еврейскими и иностранными буквами. Кроме того, он привёз печатный станок, подаренный издателю Баку Моисеем Монтефиоре. Его типография, Zuckerman Printing, стала новаторским предприятием в Иерусалиме и наняла десять рабочих. Она была первой в стране, печатавшей в цвете. В 1887 году Цукерман купил «Тору Сиона», ежемесячный журнал Торы. Первоначально журнал печатался тиражом в 500 экземпляров, главным редактором был тесть Цукермана Яаков Оренштейн, а сам Цукерман выполнял функции редакционного координатора.

## Личная жизнь
Шмуэль Цукерман был одним из партнёров в создании «Бейт Исраэль» и Зихрон Тувия в городе Иерусалиме. Он был евреем-харедим и носил одежду в старинном ашкеназском стиле. Он принципиально никогда не печатал ничего, что не соответствовало бы его религиозным убеждениям. Он умер 18 марта 1929 года и был похоронен на еврейском кладбище на Елеонской горе.
Его сын, Хаим Яаков, продолжил управлять типографией после его смерти. Один из его внуков — доктор Давид Цукерман, клинический психолог, работавший старшим советником в Министерстве образования и возглавлявший Департамент образовательного консультирования в Университете им. Бар-Илана. Его дочь, Райзель, была замужем за Ицхаком Авигдором Оренштейном.
Его гравюры в старинном еврейском стиле высоко ценятся и продавались на аукционах Сотбис.